# Guido von List
 Guido Karl Anton List, más conocido como Guido von List (Viena, 5 de octubre de 1848-Berlín, 17 de mayo de 1919), fue un periodista, escritor y empresario germano-austriaco, conocido por sus obras ocultistas y del movimiento völkisch. Fue una de las figuras más importantes del resurgimiento del neopaganismo germánico y la magia rúnica en el final del siglo xix y principios del xx. También destacó por sus ideas antisemitas y sus ensayos sobre la raza aria, siendo uno de los teóricos de la ariosofía. List frecuentó los círculos de la Sociedad Teosófica, de la secta zoroástrica Mazdaznan y de la masonería.

## Vida
Guido Karl Anton List nació el 5 de octubre de 1848 en Viena, que entonces era parte del Imperio austríaco. Su familia era de clase media próspera.  Su padre fue un distribuidor de artículos de cuero y viticultor, su madre era hija del comerciante y constructor Francisco Antón Killian. List fue bautizado católico en la iglesia de San Pedro en Viena. Estudió periodismo; y en 1878 se casó con Helene Förster-Peters.  Entre 1877 y 1887 escribió en la Revista Nacionalista Neue Welt (Nuevo Mundo), en Heimat Patria, en Deutsche Zeitung (Diario alemán), y en Neue Deutsche Alpenzeitung (Nuevo Periódico Alemán Alpino). Sus artículos, en estos periódicos, enfatizaban la creencia en el origen pagano del nombre de los lugares y parajes de la Austria germánica. En 1888 publicó su primera novela Carnuntum, en dos Volúmenes. Ambientada en el siglo IV de la era cristiana esta novela narra una historia que tiene como trasfondo la guerra entre las tribus germánicas y el Imperio Romano.
En 1902 List sufrió una operación de cataratas, que marcó un antes y un después en el desarrollo de su vida personal y literaria.  A partir de entonces su pensamiento comenzó a centrarse en asuntos esotéricos, fuertemente marcado por una inclinación hacia el nacionalismo völkisch. Su obra más conocida es Das Geheimnis der Runen (Los secretos de las runas), un detallado ensayo sobre la adivinación usando las runas Armanen, que él mismo ideó, fue realizada entre 1902 y 1908, cuyas ideas desarrollará en su obra posterior. Por ello es considerado en el ocultismo uno de los pioneros de la runología.
Entre 1908 y 1912 publicó una serie de investigaciones sobre la grandeza y el pasado nacional de los pueblos ario-germanos, bajo el título de Guido–List–Bücherei (Biblioteca List). Muy inspirado por la obra de la escritora e investigadora rusa Helena Petrovna Blavatsky, la mayor parte de estas investigaciones toman como fuente de información la teosofía y la ariosofía de Jörg Lanz von Liebenfels. List murió en Berlín, el 17 de mayo de 1919. Su cuerpo fue cremado en Leipzig y sus cenizas se conservan en el Cementerio de Viena. Un obituario autorizado por el periodista berlinés Philipp Stauff informó de su muerte en el Münchener Beobachter.
Sus publicaciones y escritos pudieron influir a algunos grupúsculos esotéricos como la Sociedad Thule a principios del siglo XX.

## Obras
- Das Geheimnis der Runen (El secreto de las runas, 1908)
- Der Unbesiegbare (1898)
- Götterdämmerung (1893)
- Von der Wuotanspriesterschaft (1893)
- Die deutsche Mythologie im Rahmen eines Kalenderjahres (1894)
- Der deutsche Zauberglaube im Bauwesen (1895)
- Mephistopheles (1895)
- Carnuntum. Historischer Roman aus dem 4. Jahr-hundert (1888)
- Jung Diethers Heimkehr (1894)
- Der Wala Erweckung (1894)
- Walkürenweihe (1895)
- Pipara: Die Germanin im Cäsarenpurpur (Pipara: la mujer germana con la púrpura de los césares, 1895)
- König Vannius (1899)
- Sommer-Sonnwend-Feuerzauber (1901)
- Das Goldstück (1903)
- Alraunenmaren: Kultur-historische Novellen und Dichtungen aus germanischer Vorzeit (Novelas histórico culturales y poesía de la prehistoria germánica, 1903)
- Eine Zaubernacht
- Guido-List-Bücherei (recopilación de obras)
- Die Armanenschaft der Ario-Germanen (El armanismo de los ario-germanos, 1908 y 1911, dos volúmenes)
- Die Rita der Ario-Germanen (Los ritos de los ario-germanos, 1908)
- Die Namen der Völkerstämme Germaniens und deren Deutung (Los nombres de las tribus germanas y su interpretación; GvLB n.º 4, 1909)
- Die Religion der Ario-Germanen in ihrer Esoterik und Exoterik (La religión de los ario-germanos en sus aspectos esotéricos y exotéricos, 1909 o 1910)
- Die Bilderschrift der Ario-Germanen: Ario-Germanische Hieroglyphik (Escrituras pictográficas de los ario-germanos: jeroglifos ario-germanos; GvLB n.º 5, 1910)
- Der Übergang vom Wuotanismus zum Christentum (La transición del wuotanismo al cristianismo, 1911)
- Die Ursprache der Ario-Germanen und ihre Mysteriensprache (El lenguaje primigenio de los ario-germanos y su lengua misteriosa; GvLB n.º 6, 1914)
- Armanismus und Kabbala.

## Traducciones
- El Secreto de Las Runas, 2013, traducida por Hyranio Garbho ISBN 978-956-351-939-6
- La Religión de los Ario–Germanos, 2016, traducida por Hyranio Garbho, Editorial Aurea Catena, ISBN 978-956-9655-06-7

## Documentales
La vida de Guido von List ha sido plasmada en muchos documentales de televisión sobre su biografía, el resurgimiento del ocultismo germánico y sus relación con el nacionalsocialismo, como los siguientes:
- Nazis: The Occult Conspiracy (Tracy Atkinson y Joan Baran, 1998)
- The Occult History of the Third Reich (Dave Flitton)
  - «Adolf Hitler — Occult History Of The Third Reich»
  - «The SS: Blood And Soil — Occult History Of The Third Reich»
  - «Himmler The Mystic — Occult History Of The Third Reich»
  - «The Enigma Of The Swastika — Occult History Of The Third Reich»
- Decoding the Past, episodio «The Nazi Prophecies», de History Channel[2][3]
- Hitler and the Occult, de History Channel[4]
- The Riddle Of Rudolph Hess/Himmler's Castle: Wewelsburg
- En 1994, Channel 4 difundió un documental de Michael Wood titulado «Hitler's Search for the Holy Grail», como parte de la serie Secret History.[5]

## Biografía
- Balzli, Johannes. (1917). Guido v. List: Der Wiederentdecker Uralter Arischer Weisheit — Sein Leben und sein Schaffen. (Leipzig y Vienna: Guido-von-List-Gesellschaft).
- Flowers Ph.D., Stephen (aka Edred Thorsson). (1988). The Secret of the Runes. Destiny Books. ISBN 0-89281-207-9.
- Goodrick-Clarke, Nicholas (2003). The Occult Roots of Nazism: Secret Aryan Cults and Their Influence on Nazi Ideology. Gardners Books. ISBN 1-86064-973-4.
- Originally published as: Goodrick-Clarke, Nicholas. (1992 [1994]). The Occult Roots of Nazism: Secret Aryan Cults and Their Influence on Nazi Ideology; The Ariosophists of Austria and Germany, 1890-1935. New York University Press. ISBN 0-8147-3060-4.
- Goodrick-Clarke, Nicholas. (2003). Black Sun: Aryan Cults, Esoteric Nazism and the Politics of Identity. New York University Press. ISBN 0-8147-3155-4.
- von List, Guido (traducido al inglés por Stephen E. Flowers). The Religion of the Aryo-Germanic Folk.
- Szanya, Anton. Armanen, Templer, Theosophen. Die religiöse Subkultur Österreichs zwischen 1870 und 1938. ISBN 3-7065-1662-4.